# Бенхамин (остров)
Бенхамин — остров архипелага Чонос в Чили. Этот остров — двадцать первый по площади из всех островов Чили. Наивысшая точка — 923 метров над уровнем моря.